# 翁靜晶
翁靜晶（1964年5月22日—），香港名媛，前藝員、電視及電台節目主持、保險顧問，現時為執業事務律師及自由撰稿人，生意重心在廣州。
翁靜晶曾經在香港電影《喝采》及無綫電視劇集《荳芽夢》中擔任女主角，其後與武打電影導演劉家良結婚。婚後投身保險業，後來了解到法律知識的重要性，於是在香港大學專業進修學院修讀法律，其後考獲律師資格繼而執業，近年則因為拆穿宗教騙案而廣為人知。翁靜晶出版過多本暢銷書藉，包括《危險人物》系列，與此同時，她為多份香港報章的專欄作家，和星島新聞集團關係特別密切，多次予以獨家報道。

## 學歷
- 香港基教書院（小學部）（幼稚園至小一）
- 聖士提反書院附屬小學（小一至小三）
- 賈梅士學校（小三至小六）
- 寶血會上智英文書院（1982）
- 香港大學專業進修學院法律文憑（1996）
- 香港大學專業進修學院香港法律專業共同試證書（1997）
- 香港大學法學專業證書（1998）
- 香港大學法學碩士（2001）
- 曼徹斯特都會大學榮譽法律學士（2002）
- 中國政法大學民事法學博士（2006）

## 生平
翁靜晶袓籍廣東潮陽，1964年5月22日於越南共和國西貢市出生，祖父為當時越南首富翁典南，生父為美國人翁業初，母親為越南華人趙小瑜(又名「趙靜瑜(Reimer Jean Yu)」)），企業登記作“大家姐團”，在澳門澳娛和澳博的賭場經營賭廳，以擅長和黑幫打交道見稱，亦當過多屆珠海市政協委員，並於2025年2月21日猝逝。翁靜晶的第一個繼父是李洛夫，當過皇家香港警察偵探總部總督察，也開設了私家偵探社，第二個繼父是澳門建築商人劉衍泉，也是第十一屆全國政協委員，其弟弟叫翁世炳(Peter Ong)，在內地搞樓宇租賃生意。
翁靜晶一歲起在香港定居，1976年12歲時把自拍照寄到《電視周刊》，想成為“仙女”（模特兒），後來照片傳到劉芳剛導演手中而獲邀演出《年青人》一劇（正確應為香港電台的歲月河山之「阿花別哭」中童養媳一角），正式展開其演藝生涯。其後，她參與演出電影包括《喝彩》、《楊過與小龍女》、電視劇《突破》等，與陳百強合演金童玉女，傳出緋聞。但因為經常化妝導致嚴重過敏，加上翁靜晶在14歲時離開家人，認識年齡相差30載的劉家良，兩年後再次遇上後交往，劉氏與元配何氏離婚後，在1984年迎娶翁氏。翁曾於《今夜不設防》訪問表示「前生是一隻被劉家良飼養的了哥，爲此今生要嫁予劉家良來報恩。」，後來又自述是前世金絲雀，最後再澄清是劉氏母親說的，婚後二人育有兩名女兒，當時有傳劉家良將全副身家給了前妻何秀霞及其兒子劉永強來換取自由身。婚後翁靜晶為了不想惹來媒體猜測，為借劉的名氣繼續發展個人事業而宣布息影。1990年代初，劉家良因為損失中國市場而收入銳減，她也由娛樂圈轉投編織業，然後因朋友介紹，而投身保險業，更自立門戶開一家保險顧問公司。
翁靜晶在保險師專業資格課程和考試裡因為包含法律相關題目，卻意外拿下92分，所以在1996年重返校園，於香港大學專業進修學院修讀法律學士課程，更取得當時課程近八年來最高分數 （曾在考試多次滿分，拿下多個學士獎項）。1999年，她於孖士打律師行任見習律師時，結識該行合夥人林競業律師，兩人經常出雙入對，成為花邊新聞題材。2000年九月，翁靜晶得到由當時教育統籌局局長羅范椒芬頒發的「終生學習傑出學員獎」，又在11月獲香港大學頒發法律碩士學位。
2001年11月2日，林競業在翁位於上環順景雅庭七樓B單位的寓所墮樓重傷，大廈保安鄭聯生介入並召喚了救護車來救援，起程往醫院前林氏的袐書已趕赴，林氏的兒子連忙從英國趕來見他最後一面，翌日林氏身亡，家人向傳媒控訴警方和醫方都不肯透露其死因。起初警方收到的證供是林氏弄丟了包香煙，於是爬出窗外撿拾，意外失足。審判過程中翁靜晶丈夫劉家良在書面口供表示，兩夫婦曾因翁靜晶與林競業的緋聞陷入離婚邊緣，而且翁靜晶為了避免事情鬧大，阻延報警求救最少二十分鐘。靜晶則供稱當日劉家良突然到訪寓所，當時在翁寓所內的林競業為避免遭到劉誤會他與翁偷情，主動爬出窗外，卻失足飛墮平台。鄭氏表示翁靜晶和林競業經常一前一後地到訪，自己亦是此傷亡事故的報案者，並控訴收到法庭傳召作供的通知後，保安公司上司除了吩咐過別亂説話，還突然解僱。救護員譚學恆則供稱林氏說是自己不小心才掉下來的。當時靜晶任用了林炳昌作代表律師，最終死因庭裁定林氏死於意外。事後，翁靜晶、林競業遺孀林笑美和劉家良均斥責傳媒操守。
接着，翁靜晶成為林炳昌的下屬，和睦合作一段日子後，兩人交惡。在先科案的案中案中，翁氏站在律政司一方當控方證人與林氏对立，證供有聲稱林氏曾對自己承認是人身保護令的策劃人，以及會開動所有機器對付廉政公署等对他的不利內容，林氏方面(夏偉志大律師代表)在法庭質疑翁氏由於積怨而修飾供詞，因此它不可靠，又說林氏先前指摘翁氏處理葉繼歡案件時，濫用事務律師身份，多次為收集內容編寫著作而探訪，告誡不改，反而不滿壞了她的尋寶大計，壹周刊報導此事，和林氏就此向香港律師會投訴翁氏操守後，翁氏曾對林氏威脅說要殺死他，後來林氏被砍毀容，懷疑是翁氏着母親趙小瑜找人幹的。翁氏(自行)回應時否認己方證供不對勁，亦反駁上述種種，又說林氏曾向趙氏道歉說錯怪了她，而且趙氏不屬於黑社會，只是江湖人士罷了......後來林氏入獄，四年後終審上訴成功，變回無罪。外界有分析指翁氏的證供是先前林氏入罪的關鍵，亦有評論說那並不重要。
2006年，翁靜晶獲得北京中國政法大學法學博士資格。2010年，翁靜晶被傳媒拍得跟何東曾孫何猷彪的親密照，後來何鴻章告知傳媒，當時何彪尚未與正印離婚。2013年6月25日，劉家良病逝。一個月後，翁靜晶和兩個女兒宣布在何東家族掌管的漢傳佛教寺廟東蓮覺苑皈依佛門，得到法名“寬熾”。翁靜晶因為患上甲狀腺功能衰退，在2014年退休。
2015年，翁靜晶由母親趙小瑜安排，與定慧寺結緣，獲邀為其公開籌款並獲派董事身分，得以查看其帳目；她聲稱自己在貧窮之際被該寺廟騙去約十萬港元捐款，除了生活困難，亦深感痛心，於是既為自己討回公道，亦為公眾和善信行公義，繼而發現「尼姑與和尚結婚」等醜聞，何彪、梁耀忠、劉萬儀和劉幸儀亦一度成為董事，以達致其目標；訴訟行動則由林作和張志宇主理。因定慧寺法律訴訟一事而耗盡數百萬元退休金積蓄，於是重操舊業再投身法律界，自2017年7月1日起到張志宇律師行打工再當律師。及後接受訪問時表示復出是為了正義和服務市民，並非主力為掙錢。
翁靜晶於2019年5月22日55歲生日當天，在Facebook宣佈，已於2018年年底與何猷彪（Sean Eric McLean Hotung）在某外國南傳佛教寺廟舉行佛教儀式的婚禮，之後兩人於2019年6月8日在香港聖約翰座堂再舉行基督教婚禮。同年，翁靜晶的小女兒劉幸儀與男友Roberto在英國簽字結婚。
2023年3月，乘着李家超和陳茂波出訪沙地阿拉伯之勢，翁靜晶和何彪也到當地研究開辦地產和法律生意。翁靜晶在2023年5月起擔任澳門小魚先進游泳會的會長，和副會長賀定一(澳門特首賀一誠胞姊)等人一起推廣體育。
2024年初，自媒體人仕丁偉堅經其頻道無糧軍師Water指控王青霞詐騙的同時，也率先獨家曝光了其(疑似)前男朋友Sky的一些信息，引起一般媒體廣泛報導；接着丁氏又用其他影片分析他是不是騙子，並展示其社交賬號的公開資訊，顯示網名為“兰天”和“Tian Lan”的他在領英平台向中華人民共和國(原文:PRC)(等)招募人員加入美國海軍等做法可疑，此部份他方轉載不多。按《星島頭條》等媒體綜合報導，翁靜晶在其頻道危險人物2.0(獨立)分析(已經經主要媒體廣泛流傳的)Sky的材料，翁氏指對照自己從已故前真美國海軍大伯(Robert Hotung)得到的認知，Sky穿着的制服不對勁，由此判斷Sky的所謂部隊身份(似乎)是假的。由於美國官方沒有公開評論，Sky也不曾(正式/公開)回應，外界對Sky的美國海軍身份真假和他有沒有幹不良勾當都未有定論。
2024年5月，一則即時訪談片和剪輯紀錄片混合體裁視像節目發布，內容核心是翁靜晶等人員本着相信慈山寺前住持洞鈜法師和蔡天鳳碎屍案有關，於是較早時夥同香港大公文匯傳媒集團旗下大公網(前)香港運營總經理陳金兒(陳氏似乎是以個人身份參與)等社會賢達和一批助手組成團隊，前往洞鈜法師負責的鹿湖精舍附近，他們在夜間舉行六壬神功派系法術通靈，又挖地尋屍。雖然節目顯示此行沒找到蔡氏的殘骸，但是節目帶有一系列相關分析，滿是說洞鈜法師各種不對勁，截至2025年1月，有約八萬四千人次收看了該節目，現時未有官方就此批綫索跟進調查的公開消息。
2024年9月，翁靜晶公布一系列消息，指出有若干人等(涉嫌)在內地或/和香港實施重婚、賭博、冒充身分、拋棄親人、用假證件等不良甚至違法行為，並點出入境處和婚姻註冊處(也許)均被其騙倒。《星島頭條》隨即報導，並指出“何伯”(何煊)與“何太”(葉秀定)與此事有關，亦附上他們的相片，也提及翁氏邊說邊撫弄河馬布娃娃。民間若干人士卻杜撰陰謀論，誹謗省港政府疏忽甚至瀆職，導致同類事件在兩地泛濫。隨後翁靜晶律師補充疑似後續資料澄清，指其“危險人物”伙伴楊雲峰律師負責“全力查案及協助當局”。另外，翁靜晶的“正義聯盟”伙伴丁偉堅和邵子風等持續了約一年地使用葉秀定和何煊的知識產權作品(賬面)獲利數百萬元，普遍形式是(正式聘用了楊雲峰的)丁偉堅和(掌管翁靜晶人棄我取動物基金的)邵子風分別即時轉播葉秀定和何煊的自製直播節目，同時不停道德批評，表示目的是曝光犯罪證據，支援執法部門，維持香港和廣東的治安。由於翁靜晶和楊雲峰聲譽極佳，似乎絕大部分受眾都順帶相信丁偉堅和邵子風的這些操作是得到兩地執法機構支持的，因此給予的金錢打賞豐厚，油管廣告分成亦不菲，並認定葉秀定和何煊跟他們雖然對立，但是由於一直對此理解不足或無能為力，孜孜不倦地為人作嫁，損己利敵，自取滅亡；縱使有極小部分民方聲音虛構官方沒有獲益的理論，訛稱葉氏和何氏跟他們是商業合作伙伴，持續得到大量利潤分成，因此才願意反復丟臉地演出，並且故意不(積極)向油管作著作權申訴，而非不懂得這樣做或是有(盡力)這樣做卻總是失敗。
2025年2月21日，85歲的趙靜瑜去世；3月21日，翁靜晶聲稱其死因似乎是中了敵人下的降頭，並指出其搭檔邵子風早前生病的原因也許一樣。
2025年 7月27日 熊貓酒店悅來酒店丈夫自殺案全家死亡悲劇，翁靜晶聲稱該酒店熊貓圖案很像女人頭，網民讚譽參半，除了翁靜晶帳戶有人認同之外，其餘任何傳媒轉載下網民都一律以翁靜晶「妖言惑眾」， 「抽死人水」，「消費死者」，「唯恐天下不亂」，「讀咁多書都咁迷信」，「死者已經好可憐，麻煩你唔好再抹黑」甚至用律師神婆來形容翁靜晶。

## 演出作品

### 電視劇
- 1977年 年青人 - 風箏（無綫電視）
- 1977年 13 - 弒父（無綫電視）
- 1978年 屋簷下 - 開眉粥（香港電台）
- 1980年 歲月河山 - 阿花別哭（香港電台）
- 1981年 他的一生（無綫電視）
- 1981年 荳芽夢（無綫電視）
- 1981年 突破（無綫電視）飾 穎文

### 電影
- 1980年 喝采 飾 Julie
- 1982年 拖手仔
- 1982年 如來神掌 飾 小龍女
- 1983年 楊過與小龍女 飾 小龍女
- 1983年 武林聖火令 飾 杜娟兒
- 1983年 妖魂 飾 水靈
- 1983年 第一次
- 1987年 城市麗人

### 電視節目主持
- 女人心（有線電視）
- 危險人物（亞洲電視）

### 電台節目主持
- 愛情女殺手（商業電台）
- Sunday Morning 三個友（商業電台）
- XO 三女將（新城電台）
- 遇強越強（商業電台）
- 危險人物（商業電台）

## 作品集
已出版的作品結集有：
| 題外話       | 2003年10月 | 天地圖書有限公司 ISBN 9882016677    |
| 瑣見瑣文     | 2003年10月 | 天地圖書有限公司 ISBN 9882016685    |
| 危險人物     | 2004年3月  | 天地圖書有限公司 ISBN 9882018122    |
| 律師藤       | 2004年6月  | 天地圖書有限公司 ISBN 9882018300    |
| 兩棲女性     | 2004年12月 | 天地圖書有限公司 ISBN 9882111246    |
| 危險人物 II  | 2005年5月  | 天地圖書有限公司 ISBN 9882111602    |
| 青爭三日集   | 2005年7月  | 天地圖書有限公司 ISBN 9882111564    |
| 金舌頭       | 2005年7月  | 天地圖書有限公司 ISBN 9882111971    |
| 魯夫笑妻     | 2006年7月  | 天地圖書有限公司 ISBN 9882115713    |
| 魯妻笑夫     | 2006年7月  | 天地圖書有限公司 ISBN 9882115721    |
| 晶語錄       | 2007年1月  | 天地圖書有限公司 ISBN 9882116183    |
| 危險人物 III | 2007年6月  | 天地圖書有限公司 ISBN 9789882115828 |
| 筆法知途     | 2008年7月  | 天地圖書有限公司 ISBN 9789882119284 |
| 危險人物 IV  | 2008年7月  | 天地圖書有限公司 ISBN 9789882119468 |
| 親子時刻 I   | 2008年7月  | 天地圖書有限公司 ISBN 9789882119505 |
| 危險人物 V   | 2009年7月  | 天地圖書有限公司 ISBN 9789882190719 |

## 外部連結
- 翁靜晶的Facebook專頁
- YouTube上的翁靜晶頻道